# Olu Dara
Olu Dara (* 1941 in Natchez, Mississippi als Charles Jones III) ist ein US-amerikanischer Jazz- und Crossovermusiker (Trompete, Kornett, auch Mundharmonika, Gitarre, Gesang) und Schauspieler. 

## Leben und Wirken
Nach dem Wehrdienst in der Kriegsmarine zog Dara 1963 nach New York City. Von einem Yoruba-Priester erhielt er seinen Namen Olu Dara. Zunächst spielte er in R&B-Bands, um 1970 war er mit dem Musical Hair auf Tournee. Dann arbeitete er mit Bill Barron, Carlos Garnett und Art Blakey. Seit Mitte der 1970er wurde die Loft-Jazz-Szene auf ihn aufmerksam;  so wirkte er dann 1976 bei den Wildflowers-Sessions mit. Er kombinierte  Errungenschaften des Avantgarde Jazz, einen lyrischen Ton und traditionelle Spielhaltungen auf Trompete und Kornett. In den frühen 1980er Jahren arbeitete er in den Gruppen von David Murray und Henry Threadgill. Auch spielte er mit Oliver Lake, James Newton und Bill Laswell, 1987 mit Charles Brackeen (Worshippers Come Nigh). 
Sein erstes Album In the World: From Natchez to New York wurde erst im Jahre 1998 veröffentlicht, es klingt nach einer bunten Mischung aus Blues, Volksmusik, Jazz, Reggae, traditionell afrikanischer Musik und einem Hauch von Funk. Drei Jahre später folgte sein zweites Album namens Neighborhoods, auf dem Dr. John und Cassandra Wilson als Gäste auftraten. Er ist auch an Einspielungen von James Blood Ulmer, Charles Brackeen, Kip Hanrahan, Julius Hemphill, Cassandra Wilson, Don Pullen und der Dirty Dozen Brass Band beteiligt.
Rapper Nas ist Olu Daras Sohn. Sie arbeiteten auf Nas Debütalbum Illmatic und auf Street’s Disciple zusammen. Seit den 1990er Jahren ist Olu Dara auch als Schauspieler aktiv.

## Diskografie
Alben
- 1998: In the World: From Natchez to New York
- 2001: Neighborhoods

## Lexigraphischer Eintrag
- Leonard Feather, Ira Gitler: The Biographical Encyclopedia of Jazz. Oxford University Press, New York 1999, ISBN 0-19-532000-X.